# Пупурс, Константин

Константин Пупурс с развёрнутым флагом Латвии у памятника Свободы. 14 июня 1987 года

Константин Пу́пурс (латыш. Konstantīns Pupurs; 5 марта 1964, Рига — 10 сентября 2017) — латвийский политолог и языковед. Член группы «Хельсинки-86», активист Третьей Атмоды. Бывший глава правления партии «Всё для Латвии!». Член Латвийского союза офицеров. Методист-лектор Латвийской морской академии.

## Биография
Родился 5 марта 1964 года в Риге. В 1981 году окончил Рижскую 66-ю среднюю школу. С 1983 по 1986 год учился в Московском историко-архивном институте, затем — в Латвийском университете на историко-философском факультете. С 1987 года активно участвовал в деятельности Клуба защиты природы.
14 июня 1987 года развернул у памятника Свободы флаг Латвийской Республики и вместе с участниками группы «Хельсинки-86» принял участие в первой антисоветской демонстрации, впервые пронеся латвийский флаг по улицам Риги.
В 1988 году прервал обучение из-за лишения паспорта и высылки из СССР. Принимал участие в работе латышских национальных организаций в Западной Европе. В 1990 году после получения травм во время драки уехал в США. В 1992 году вернулся в Латвию и продолжил учебу. В 1999 году получил степень бакалавра в Массачусетском технологическом институте. В 2003 году получил степень магистра в Лондонской высшей школе экономики и политических наук.
В 2004 году Пупурс поступил на службу в Военно-морской флот США. В 2007 году ему было присвоено звание лейтенанта. Служил в Ираке и в Германии. Был отмечен на службе, награжден медалями. В 2010 году вернулся в Латвию и вступил в Национальное объединение «Всё для Латвии!». Баллотировался в депутаты от Нацобъединения на выборах в 10-й и 11-й Сейм Латвии. С 2011 года работал в Морской академии методистом, лектором.